# Chi Hải đường
Chi Hải đường, còn gọi là chi Táo tây (danh pháp khoa học: Malus), là một chi của khoảng 30-35 loài các loài cây thân gỗ hay cây bụi nhỏ lá sớm rụng trong họ Hoa hồng (Rosaceae), bao gồm trong đó nhiều loài hải đường và một loài được biết đến nhiều là táo tây (Malus domestica, có nguồn gốc từ Malus sieversii). Một số loài khác được biết đến dưới các tên gọi như "táo dại", "táo tây dại" v.v, các tên gọi này có nguồn gốc từ quả nhỏ và chua, không ngon của chúng. Chi này có nguồn gốc ở khu vực ôn đới của Bắc bán cầu, tại châu Âu, châu Á và Bắc Mỹ.

## Đặc điểm

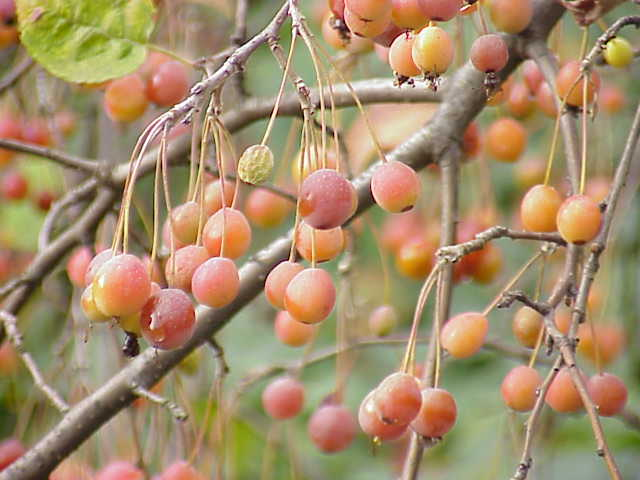
Quả của cây hải đường Xích Kim (Malus sikkimensis)

Các loài cây trong chi này nói chung là loại cây nhỏ, thông thường cao 4–12 m khi trưởng thành, với nhiều cành nhỏ. Lá đơn, dài từ 3–10 cm, mọc so le, với mép lá có khía răng cưa. Hoa mọc thành dạng ngù hoa và có 5 cánh, có màu từ trắng, hồng tới đỏ, và là hoa lưỡng tính, với các nhị hoa (thường có màu đỏ) sản sinh ra nhiều phấn hoa và nhụy hoa ở bên dưới. Chúng ra hoa vào mùa xuân khoảng 50-80 ngày sau những ngày có nhiệt độ trung bình trong ngày là 10 °C. Các loài này đòi hỏi có sự thụ phấn chéo giữa các cây nhờ côn trùng (chủ yếu là ong); và tự bản thân chúng là vô sinh (không thể tự thụ phấn), do đó sự có mặt của côn trùng là yếu tố cơ bản. Ong mật là loài có hiệu quả nhất trong việc thụ phấn cho các loài cây này. Các loài trong chi Malus, bao gồm cả táo tây, rất dễ dàng lai ghép với nhau. Chúng cũng bị ấu trùng của một số loài thuộc bộ Lepidoptera phá hại - xem thêm Danh sách các loài cánh vẩy phá hại chi Hải đường.
Quả của chúng có dạng hình cầu, dao động về kích thước với đường kính từ 1–4 cm ở phần lớn các loài hoang dại, tới 6 cm ở M. pumila, 8 cm ở M. sieversii và thậm chí lớn hơn ở các loại táo được con người gieo trồng. Ở trung tâm của quả có 5 lá noãn sắp xếp giống hình ngôi sao, mỗi lá noãn chứa 1-2 (ít khi 3) hạt.
Một loài, Malus trilobata có nguồn gốc từ vùng Tây Nam Á, có lá có từ 3-7 thùy (bề ngoài tương tự như lá thích) và với một số khác biệt cấu trúc trong quả; nó thông thường được xếp vào một chi riêng, với tên gọi Eriolobus trilobatus.

## Các loài
Plants of the World Online công nhận 29 loài và 3 loài lai ghép như sau:
- Malus angustifolia (Aiton) Michx., 1803 - táo tây dại miền nam.
- Malus asiatica Nakai, 1915
- Malus baccata (L.) Borkh., 1803 - táo dại Siberi, sơn kinh tử.
- Malus coronaria (L.) Mill., 1768 - táo dại quả ngọt.
- Malus crescimannoi Raimondo, 2008
- Malus daochengensis C.L.Li, 1989
- Malus domestica (Suckow) Borkh., 1803 (đồng nghĩa: M. pumila, M. sieversii) - táo tây, tần bà, mắt phượng, táo dại Tân Cương, bình quả.
- Malus fusca (Raf.) C.K.Schneid., 1906 - táo dại Oregon.
- Malus halliana Koehne, 1890 - hải đường tơ rủ.
- Malus honanensis Rehder, 1920 - hải đường Hà Nam.
- Malus hupehensis (Pamp.) Rehder, 1933 - hải đường Hồ Bắc.
- Malus ioensis (Alph.Wood) Britton, 1897 - táo dại đồng cỏ.
- Malus jinxianensis J.Q.Deng & J.Y.Hong, 1987
- Malus kansuensis (Batalin) C.K.Schneid., 1906 - hải đường Lũng Đông.
- Malus komarovii (Sarg.) Rehder, 1920
- Malus leiocalyca S.Z.Huang, 1987 (= Pyrus leiocalyca (S.Z.Huang) M.F.Fay & Christenh., 2018)
- Malus mandshurica (Maxim.) Kom. ex Skvortsov, 1925
- Malus muliensis T.C.Ku, 1991
- Malus ombrophila Hand.-Mazz., 1926
- Malus orientalis Uglitzk., 1932
- Malus prattii (Hemsl.) C.K.Schneid., 1906 - hải đường Tây Thục.
- Malus prunifolia (Willd.) Borkh., 1803 - thu, táo lá mận.
- Malus rockii Rehder, 1933 - sơn kinh tử Lệ Giang.
- Malus sikkimensis (Wenz.) Koehne, 1970 - hải đường Xích Kim.
- Malus spectabilis (Aiton) Borkh., 1803 - hải đường.
- Malus spontanea (Makino) Makino, 1914
- Malus sylvestris (L.) Mill., 1768 không Moench, 1794 - Loài điển hình. Táo dại châu Âu.
- Malus toringo (Siebold) de Vriese, 1856 (đồng nghĩa: M. sieboldii) - hải đường ba lá
- Malus toringoides (Rehder) Hughes, 1920 - hải đường lá rung.
- Malus transitoria (Batalin) C.K.Schneid., 1906 - hải đường hoa lá.
- Malus turkmenorum Juz. & Popov, 1939
- Malus yunnanensis (Franch.) C.K.Schneid., 1906 - hải đường Vân Nam.
- Malus × floribunda Siebold ex Van Houtte, 1865 - táo dại Triều Tiên.
- Malus × soulardii (L.H.Bailey) Britton, 1891
- Malus × zumi (Matsum.) Rehder, 1905

### Sử dụng

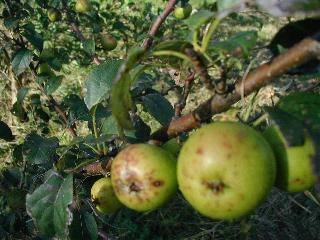
Táo dại châu Âu (Malus sylvestris).

Đối với Malus domestica, xem bài Táo tây. Quả của các loài khác không có giá trị thương mại lớn, chủ yếu là do chúng có vị quá chua hay ruột giống như gỗ (ở một số loài), và do vậy ít được dùng để ăn. Tuy nhiên, nếu quả táo tây dại được ép, sau đó được lọc cẩn thận, trộn nước thu được với một lượng đường tương đương và sau đó nấu lên thì nước quả này có thể làm thành một loại thạch táo tây có màu đỏ ruby khá ngon. Một lượng nhỏ táo tây dại trong rượu táo làm cho loại đồ uống này có hương vị hấp dẫn hơn.
Các loại hải đường, táo tây dại được trồng nhiều làm cây cảnh, chủ yếu là do có hoa hay quả đẹp, với nhiều giống được chọn lọc vì khả năng chống chịu sâu bệnh hay vì các phẩm chất nêu trên.

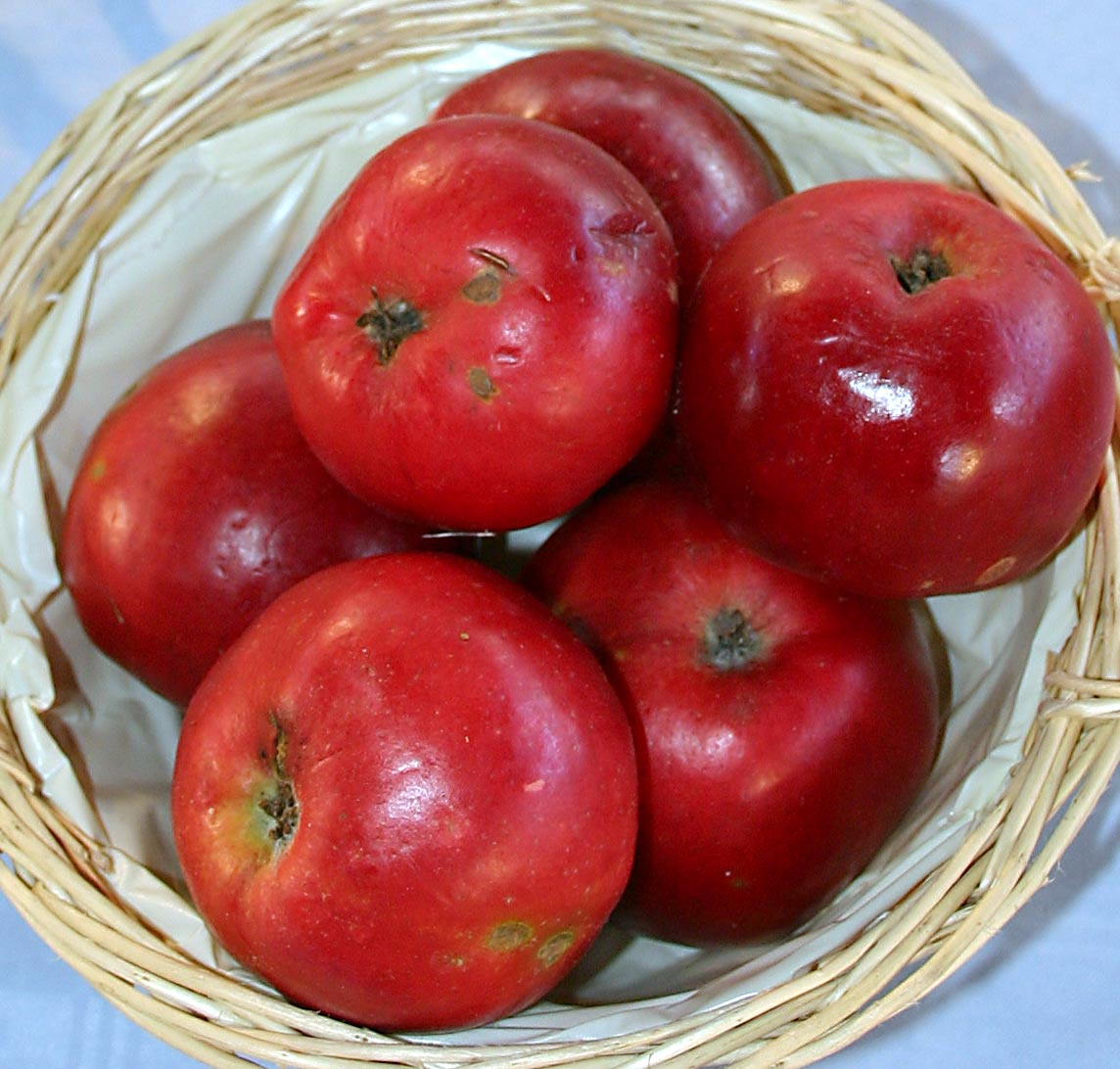
Một giỏ táo tây vỏ đỏ.

Một số loài táo dại được dùng làm các thân gốc cho các giống táo tây được con người trồng để bổ sung thêm các đặc trưng có ích. Ví dụ, thân gốc của cây táo dại Siberi thường được dùng để tăng khả năng chịu lạnh cho các giống táo tây trồng tại các khu vực lạnh giá phương bắc.
Chúng cũng được dùng trong vai trò của cây thụ phấn nhân tạo cho táo tây. Rất nhiều chủng loại táo tây dại được chọn sao cho chúng nở hoa cùng thời gian với táo tây trồng trong khu vườn, và các cây táo dại được trồng cứ sau mỗi 5-6 cây táo tây, hoặc các cành táo dại được ghép trên một số cây táo tây. Trong các trường hợp khẩn cấp thì các chậu táo dại đang ra hoa cũng được đặt gần các tổ ong trong vai trò của cây thụ phấn nhân tạo cho táo tây.

## Lưu ý

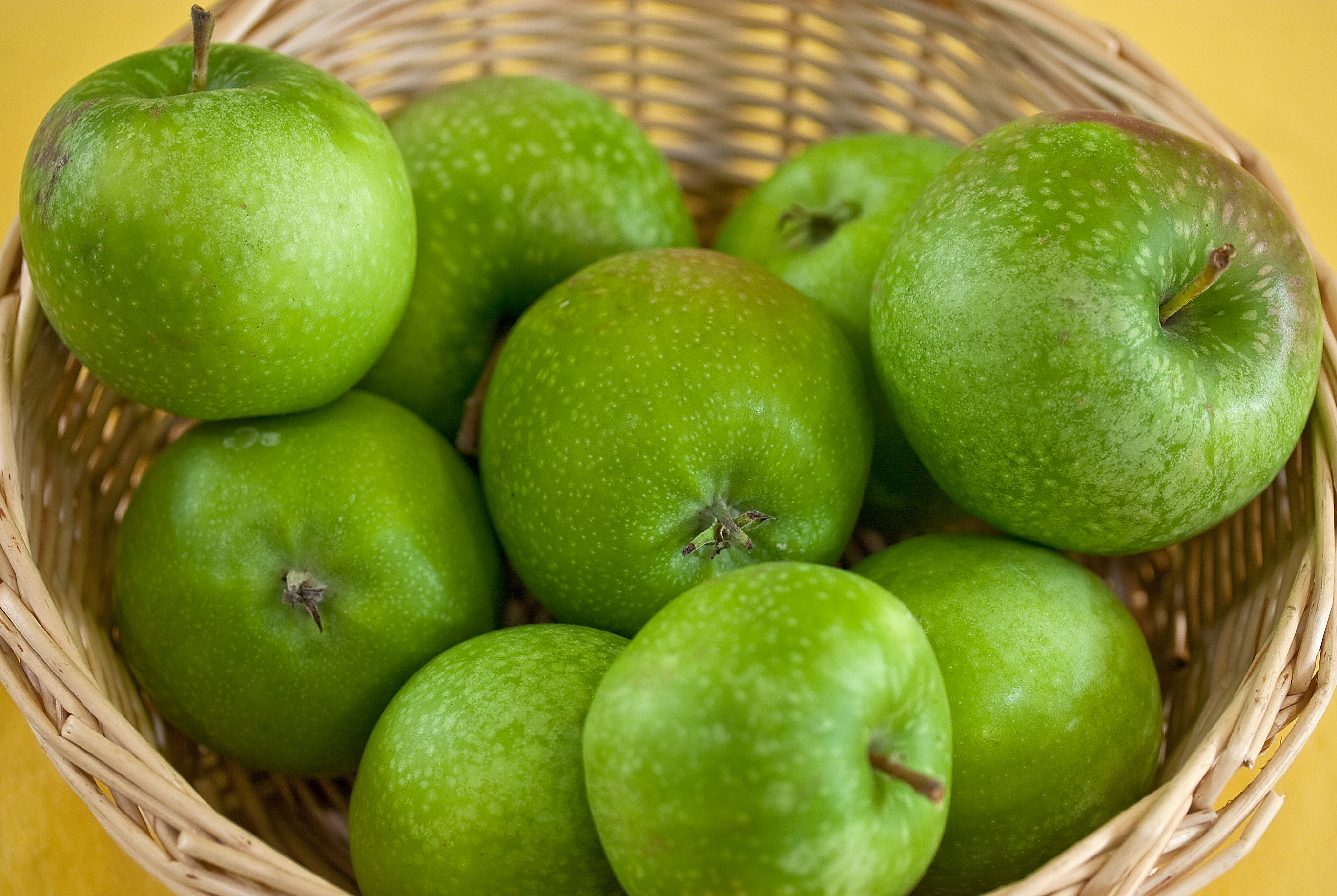
Giỏ táo tây vỏ xanh.

Hiện nay, tại Việt Nam, thông thường người ta gọi Malus domestica đơn giản chỉ là táo, táo tây hoặc bôm. Tuy nhiên, tên gọi táo còn được dùng để chỉ một số loài trong chi Táo ta (Ziziphus) với quả có vỏ màu xanh hay vàng, cũng ăn được và nói chung có kích thước nhỏ hơn mà tiêu biểu là táo Tàu Ziziphus jujuba. Tên gọi này rất dễ gây nhầm lẫn giữa các loại táo.